# Sèrie 1-51 de FGC
La serie 1-51 de Ferrocarrils de la Generalitat de Catalunya (FGC) va estar formada per 15 cotxes de viatgers, adquirits el 1929 per Ferrocarrils de Muntanya de Grans Pendents (FMGP) per prestar servei al Cremallera de Núria. Actualment només queda un en servei com a tal, malgrat que dels quinze sobreviuen dotze, dels quals sis transformats en altres tipus de vehicles.

## Història

### Primera època: FMGP

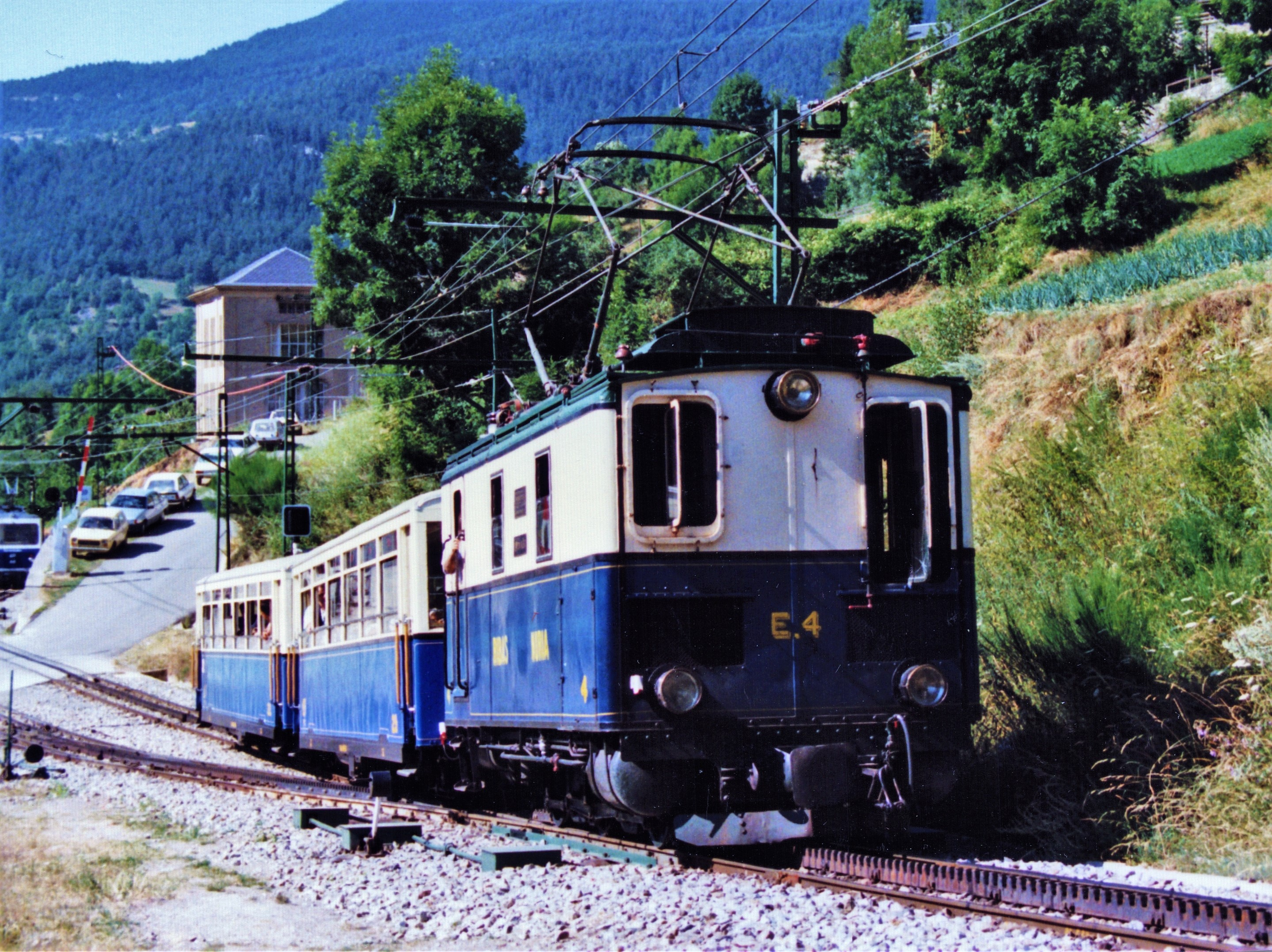
La locomotora E4 remolca dos cotxes de viatgers, sortint de l'estació de Queralbs cap a Núria, el 6 d'agost de 1988.

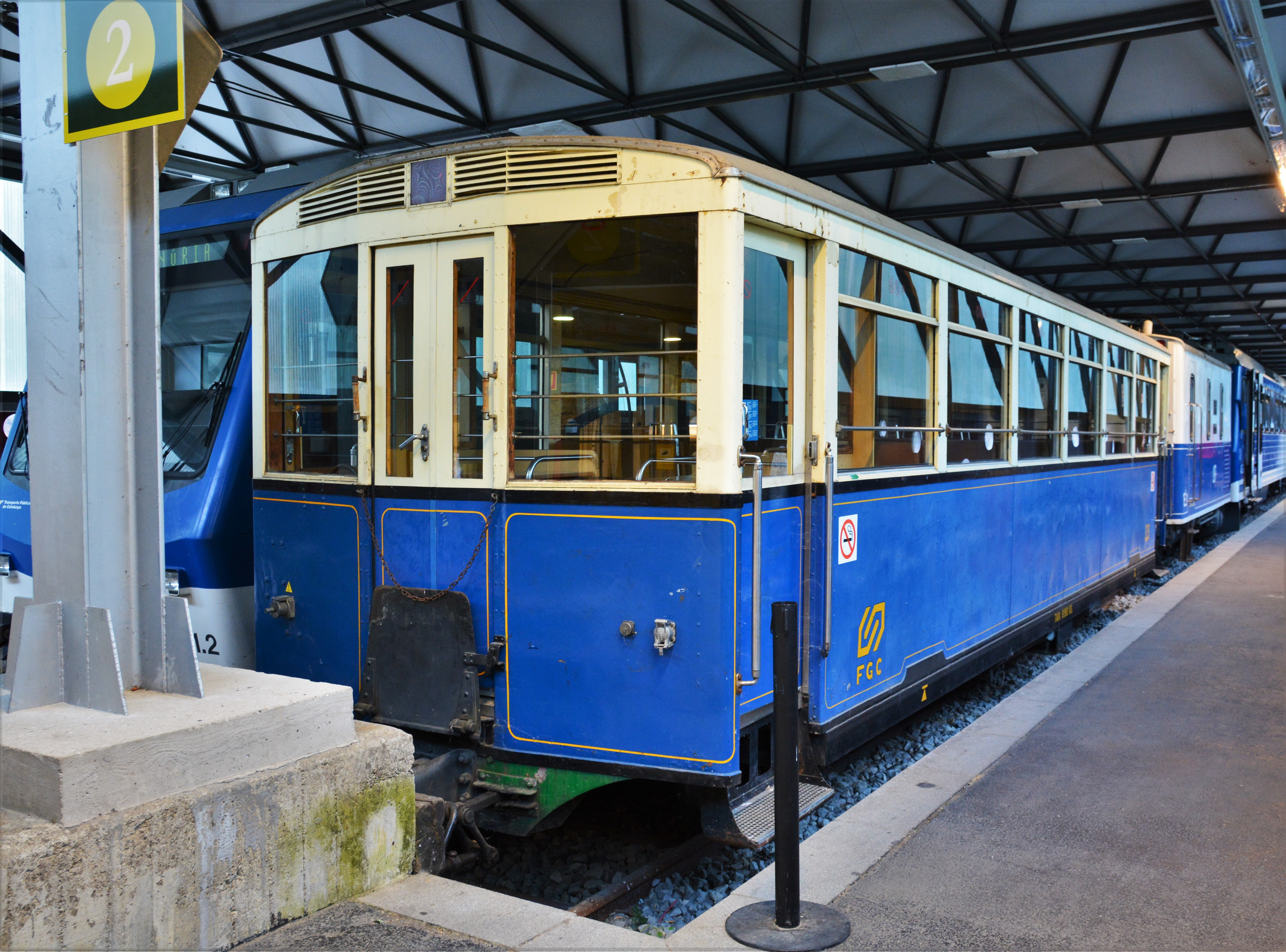
El cotxe 23, oficialment preservat com a vehicle històric, en exposició a Ribes Enllaç, el 16 d'agost de 2019.

Per poder inaugurar la línia del Cremallera de Núria, l'empresa explotadora Ferrocarrils de Muntanya de Grans Pendents (FMGP) va contactar amb diversos fabricants de vehicles d'Europa. Sembla que se'n van presentar dues ofertes, les dues alemanyes: una per part de Maschinenfabrik Esslingen AG, que proposava construir 14 cotxes de dos eixos (un de primera classe, cinc mixtes de primera i tercera, i vuit de segona); l'altre, que va ser la guanyadora, per part de Vereinigte Westdeutsche Waggonfabriken AG (coneguda com a Westwaggon), que proposava construir catorze cotxes de bogis.
Els cotxes es van fabricar a la factoria de Köln l'any 1929. Van ser un de primera classe, cinc mixtes de primera i segona, i vuit de segona. Després, FMGP va adquirir un quinzè cotxe, del tipus saló, per a les autoritats i viatgers distingits, que va ser fabricat l'any 1930. Un cop construïts, es van transportar sobre vagons plataforma dels ferrocarrils europeus; a Ribes de Freser van arribar sobre vagons de via ampla de la Compañía de los Caminos de Hierro del Norte de España.
| Sèrie         | Fabricant | Any  | Números de fàbrica | Classe           | Seients                      |
| ------------- | --------- | ---- | ------------------ | ---------------- | ---------------------------- |
| Affw 2        | Westwagon | 1929 | 150.535            | Primera          | 36 de primera                |
| ABffw 11 a 15 | Westwagon | 1929 | 150.530 a 150.534  | Primera i segona | 12 de primera i 24 de segona |
| Bffw 21 a 28  | Westwagon | 1929 | 150.522 a 150.529  | Segona           | 48 de segona                 |
| Aaffw 51      | Westwagon | 1930 | 151.522            | Saló             | 18 butaques                  |

La composició habitual dels trens del Cremallera de Núria era d'una locomotora de la sèrie E1-E4, remolcant dos d'aquests cotxes. A vegades se'n formaven composicions amb un sol cotxe, o a les de dos se'ls afegia un furgó. Però les locomotores elèctriques no eren capaces de remolcar més de dos cotxes. En dies de forta demanda, es feien combois de trens, seguint-se els uns als altres amb règim de circulació de marxa a la vista. En arribar a les terminals (Núria o Ribes Enllaç), els trens s'estacionaven tocant els topalls d'un amb el següent; d'aquesta manera, només la primera locomotora feia la maniobra d'inversió de sentit, i les altres eren desacoblades dels cotxes que havien portat, i acoblades als cotxes del tren del davant, per així estar ben posicionades per reprendre el viatge en sentit contrari.
Durant l'època en què FMGP va operar el ferrocarril de cremallera, gairebé no van patir modificacions. Tan sols l'any 1942 se'n van transformar quatre: el cotxe de segona classe Bffw 23 es va transformar en el de primera classe Affw 1, i els mixtos de primera i segona classe ABffw 13, 14 i 15 es van transformar en cotxes de segona classe amb els números 30, 29 i 23, respectivament. Els seients de primera classe dels tres cotxes mixtes es van aprofitar per instal·lar-los al cotxe Affw 1.

### Época FGC
Donades les dificultats econòmiques que patia FMGP, el consell d'administració de l'empresa va decidir en la reunió del 22 de maig de 1980 iniciar negociacions per traspassar el Cremallera de Núria a la Generalitat de Catalunya. Un decret de la Generalitat del 17 de setembre de 1981 autoritzà l'adquisició de la majoria d'accions de FMGP, passant a controlar l'empresa a partir del 16 de juny de 1982. De tota manera, no va ser fins l'1 de gener de 1986 que el Cremallera de Núria es va integrar completament a l'empresa pública catalana Ferrocarrils de la Generalitat de Catalunya.
Uns anys després de passar la línia a mans de la Generalitat van començar les inversions en millores a les instal·lacions i el material, que pràcticament eren les d'origen. Pel que fa a aquests quinze cotxes, se'n van modernitzar uns quants, i se'n van reformar d'altres:
- En primer lloc, l'any 1983 es va desballestar el cotxe 26, que sembla que estava en força mal estat. Es van aprofitar diversos elements com a recanvis pels altres cotxes.
- Entre els anys 1984 i 1985 es van modernitzar deu cotxes. Les feines es van encarregar a la desapareguda empresa TEMOINSA, de Granollers, i va consistir en el reforç del bastidor, canvi del sistema de fre i canvi de l'interiorisme, on es van instal·lar seients encoixinats del mateix model emprat en els llavors nous automotors de la sèrie A5-A7. Aquest canvi va comportar la supressió de la primera classe i que la capacitat dels cotxes fos de 40 seients, més 40 viatgers dempeus, en classe única. Els cotxes afectats per aquesta modernització van ser els números 11, 12, 21 a 25, 27, 29 i 30.[4][5] Des de llavors, aquests deu van ser els únics cotxes en servei comercial, a més del saló 51.
- L'any 1987, la també desapareguda empresa Tallers Rocafort, de Lleida, va transformar els cotxes 1 i 28 en furgons, amb unes grans portes corredisses laterals. Des de llavors s'utilitzen pel transport de subministraments a les instal·lacions de Vall de Núria, a més de retornar cap a Ribes de Freser les deixalles. Cal recordar que a Vall de Núria no arriba cap carretera i, per tant, tots els subministraments, queviures i materials s'han de transportar per ferrocarril. Abans d'aquests furgons, el transport es realitzava amb els petits vagons de mercaderies de dos eixos de la FMGP (tancats i plataforma).
- El 1988, Tallers Rocafort va reconstruir el cotxe 2 com a vagó plataforma pels trens de treballs, desmuntant la caixa. Es va renumerar com a 02.
- El 1989 es va desballestar el cotxe 30.
- El 1991, Tallers Rocafort va reconstruir un altre cotxe com a plataforma pels trens de treballs, la numerada com a 03, a partir del cotxe 25.
- L'any 2003, els cotxes 27 i 29 es van transformar com a cotxes tallers, el 27 pel Cremallera de Montserrat (que es va reobrir aquell any), i el 29 pel Cremallera de Núria. Aquests cotxes son útils per realitzar reparacions a la línia, especialment en cas de descarrilaments. Al 27, destinat a Montserrat, no es va fer cap reforma de la caixa, i només es van desmuntar part dels seients per tal d'encabir eines i altres estris de treball. Totes les finestres es van tapar amb planxes de xapa i es va pintar del color verd característic del Cremallera de Montserrat, i es va posar el seu logotip. Es va tornar a repintar l'any 2015, i va perdre el logotip. Per la seva part, el 29 del Cremallera de Núria es va reformar una mica més: tot i mantenir les seves finestres, es van obrir dues portes laterals, de dues fulles corredisses, al centre de la caixa. Ambdós son en servei, malgrat que gairebé (afortunadament) no han circulat gairebé mai.
- Finalment, l'any 2006 el cotxe 24 es va transformar com a plataforma per trens de treballs al taller de Rubí de FGC, destinada al Cremallera de Montserrat. Renumerat com a PM02, es van muntar unes parets laterals abatibles de baixa altura, i un castellet elevable per a realitzar el manteniment de la catenària.

Pel que fa als cotxes de viatgers restants, el 19 de febrer de 1995 va ser el primer dia que es van acoblar als automotors sèrie A5-A8, per tal de reforçar la capacitat, i intentar substituir els trens remolcats per les locomotores E1-E4, originals de la construcció de la línia, donada la seva velocitat màxima inferior. Així es pretenia fer un horari amb un temps de marxa menor. Aquests acoblaments amb els automotors sèrie A5-A8, que remolcaven un o dos cotxes antics, van durar fins a l'any 2003. Aquell any quedaven, oficialment, només quatre cotxes en servei (els 11, 12, 21 i 23)., malgrat que l'any anterior encara quedaven vuit. Alguns d'aquests quatre cotxes encara van circular durant uns quants anys més, fent només trens de reforç en dies de demanda molt elevada. Durant aquests anys van fer poc servei, recorrent els següents quilòmetres:
- El 2004, 246 km.[8]
- El 2005, 107 km.[9]
- El 2006, 2.333 km.[10]
- El 2007, 941 km.[11]
- El 2008, 425 km.[12]
- El 2009, tan sols 99 km.[13]

L'any 2010, oficialment només quedaven dos cotxes en servei, els 21 i 23, que van recórrer 99 km (els cotxes 11 i 12 es van utilitzar a Ribes Vila com a central de reserves estàtica i com a cotxe cinema al museu, respectivament). Finalment, aquests darrers dos cotxes desapareixen dels inventaris de FGC l'any 2013 sent, doncs, el darrer any de servei, el 2012.

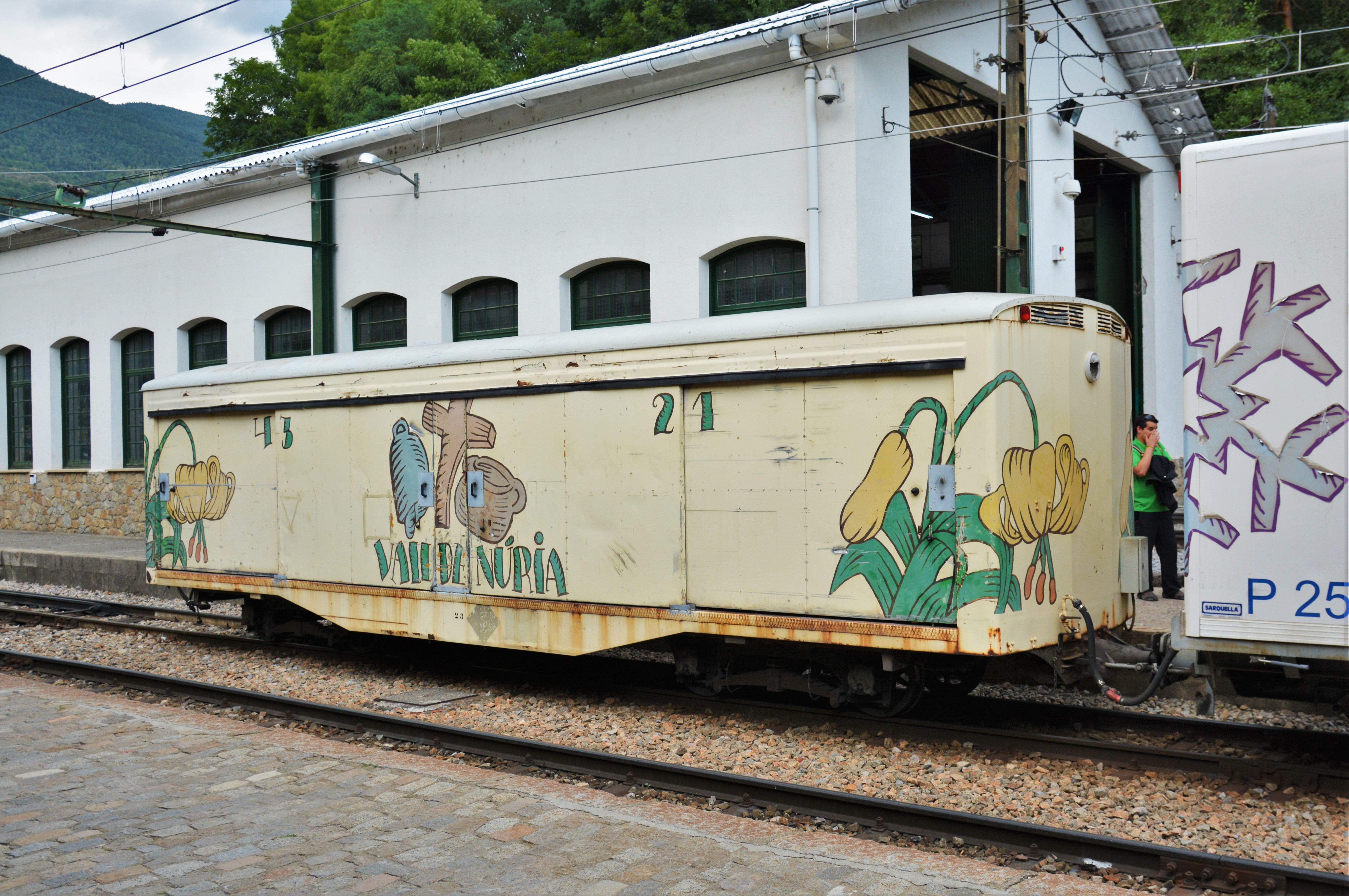
El furgó 28 a l'estació de Ribes Vila, el 16 d'agost de 2019.
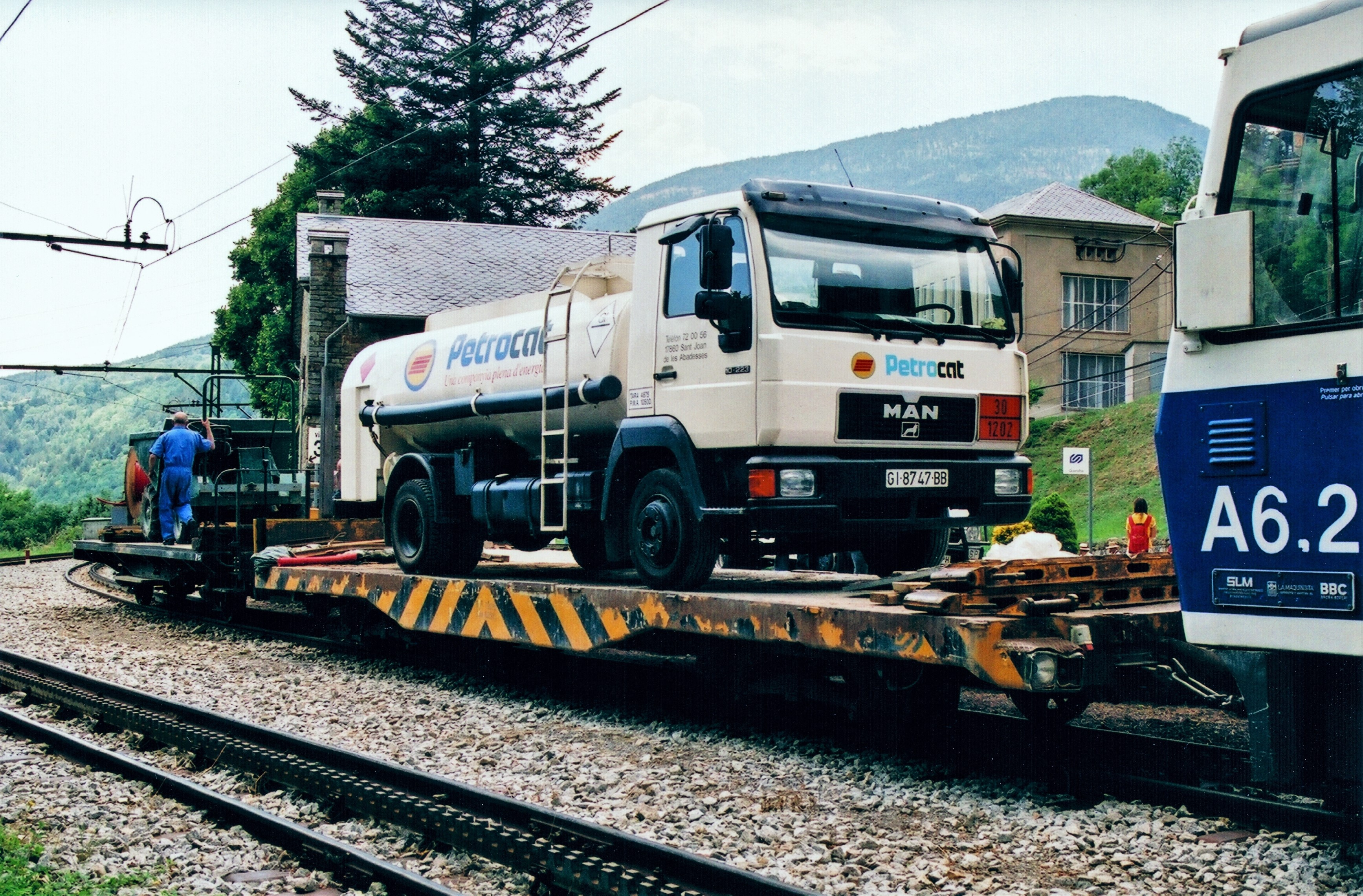
Vagó plataforma 02 amb un camió de gasoli transportat des de Núria, a Queralbs el 25 de juliol de 2006.
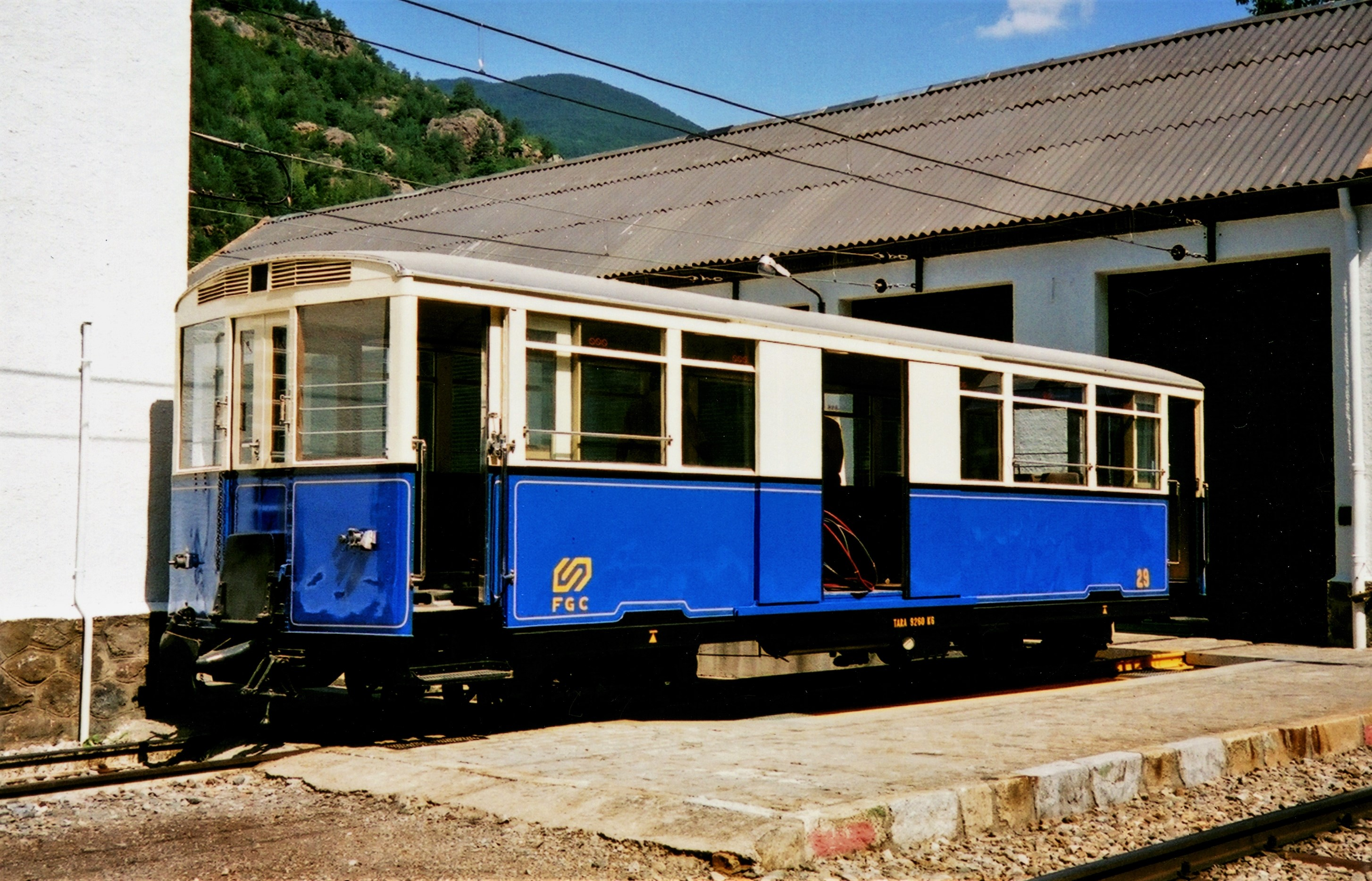
El cotxe taller del Cremallera de Núria, el 29, al taller de Ribes Vila el 20 de juliol de 2006.
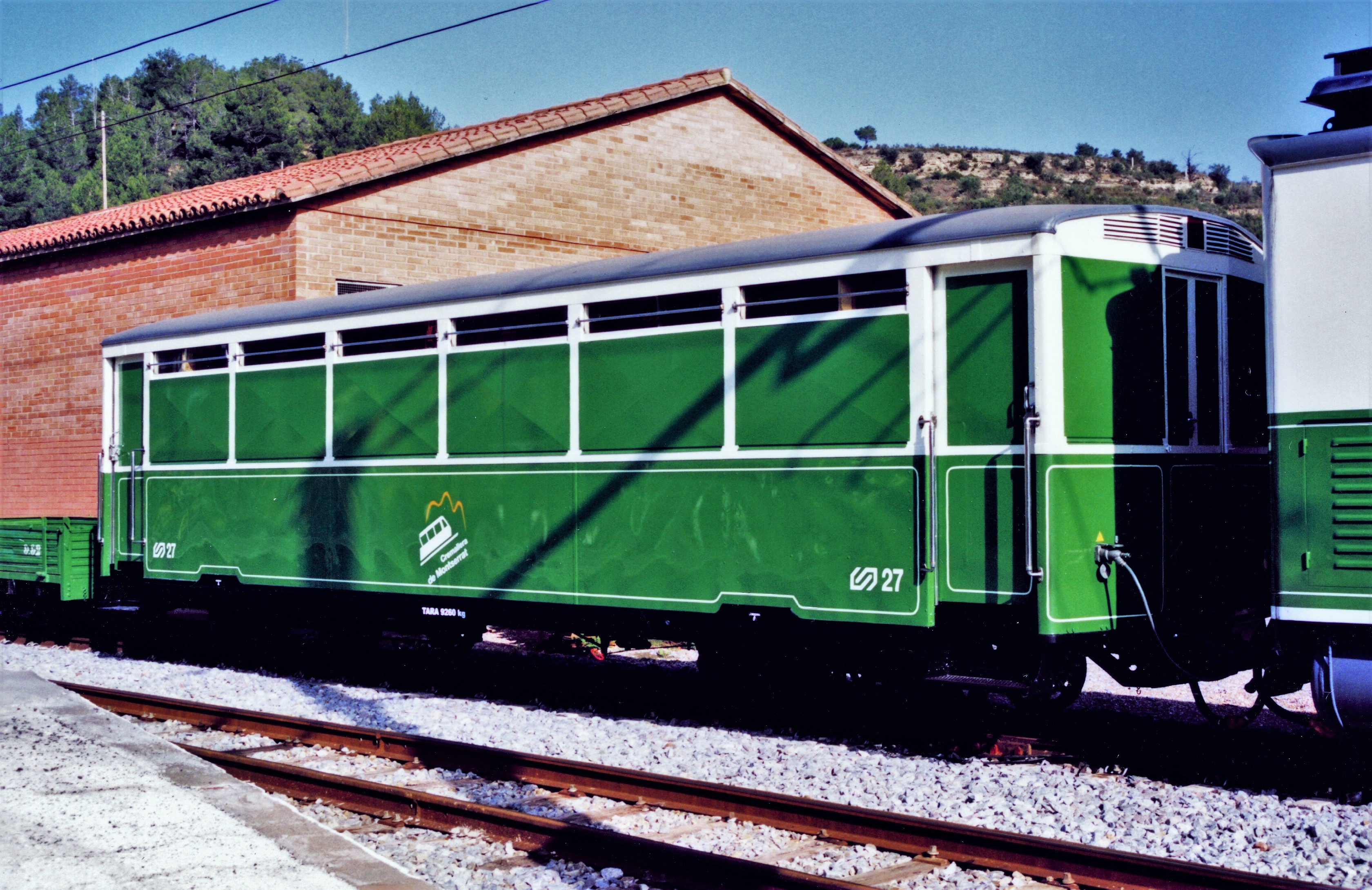
El cotxe taller E27 del Cremallera de Montserrat, a Monistrol de Montserrat el 18 de novembre de 2003.
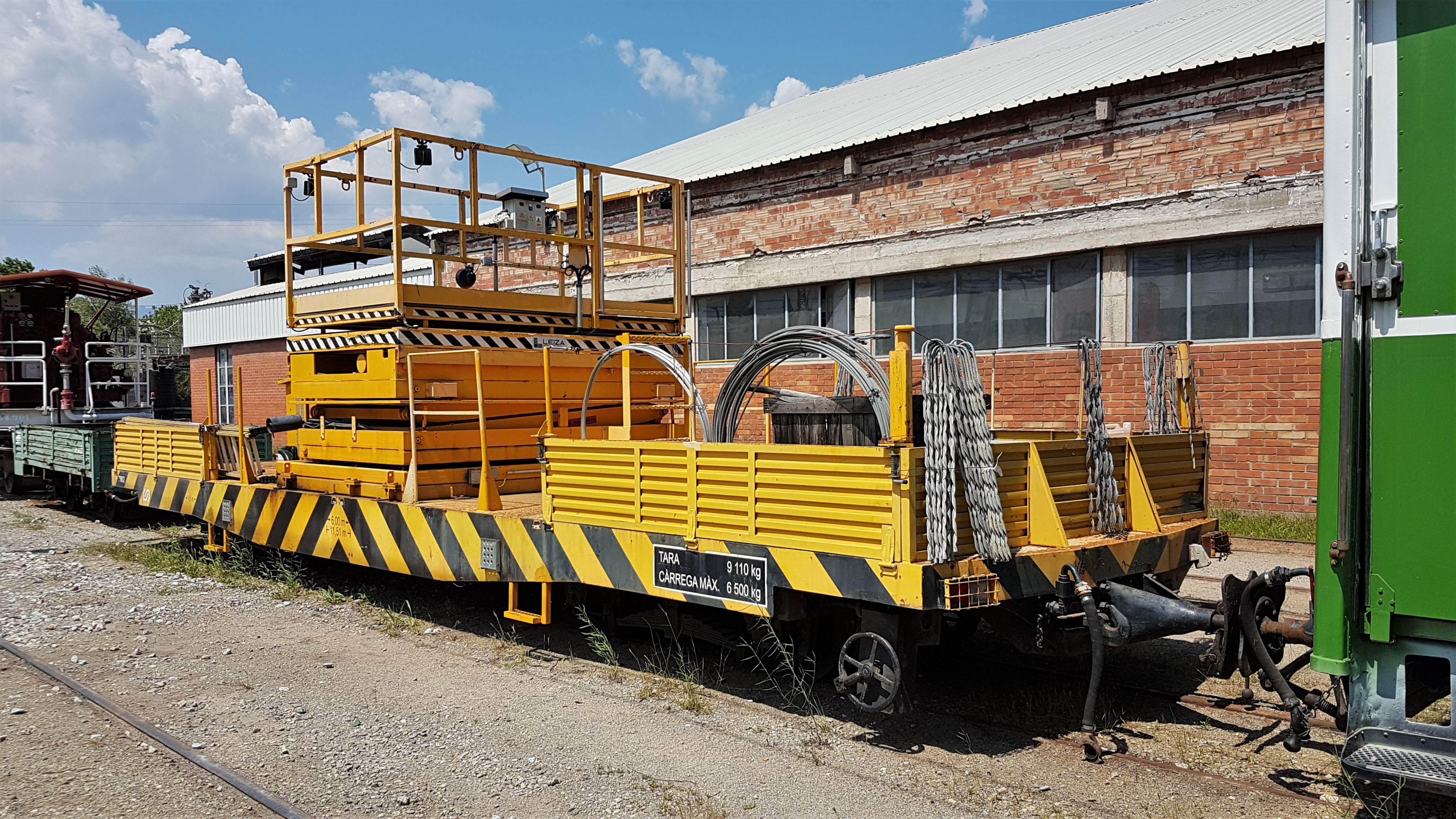
Vagó plataforma PM02 del Cremallera de Montserrat, a Martorell Enllaç el 22 de maig de 2019.

### Quadre: evolució històrica dels cotxes
En el següent quadre es presenta la història, transformacions i estat l'agost del 2019 dels quinze cotxes d'aquesta sèrie:
| Número el 1980 | Número original | Número de fàbrica | Transformació original             | Classe el 1980   | Seients el 1980              | Segona transformació                                                                                   | Estat actual (agost 2019) | Operativitat            |
| -------------- | --------------- | ----------------- | ---------------------------------- | ---------------- | ---------------------------- | --- | --- | ----------------------- |
| Affw 1         | Bffw 23         | 150.524           | Any 1942 al taller del ferrocarril | Primera          | 36 de primera                | Transformat per Tallers Rocafort el 1987 com a furgó pel transport de mercaderies a Núria.             | Vagó furgó 01. | En servei.              |
| Affw 2         | Affw 1          | 150.535           |                                    | Primera          | 36 de primera                | Transformat com a vagó plataforma 02 per Tallers Rocafort el 1988.                                     | Vagó plataforma 02. | En servei.              |
| ABffw 11       | ABffw 11        | 150.530           |                                    | Primera i segona | 12 de primera i 24 de segona | Adaptat com a oficina de reserves el 2009, ubicat a Ribes Vila. Va fer aquesta funció durant uns anys. | Conservat al taller de Ribes Vila.                                                                                                | Fora de servei.         |
| ABffw 12       | ABffw 12        | 150.531           |                                    | Primera i segona | 12 de primera i 24 de segona | Incorporat com a cotxe cinema al museu de Ribes Vila entre els anys 2003 i 2005.                       | Al museu de Ribes Vila com a cotxe de projeccions audiovisuals.                                                                   | Fora de servei.         |
| Bffw 21        | Bffw 21         | 150.522           |                                    | Segona           | 48 de segona                 | No es va transformar mai.                                                                              | En servei fins al 2012. A vies exteriors de l'estació de Ribes Vila, sense interiorisme.                                          | Fora de servei.         |
| Bffw 22        | Bffw 22         | 150.523           |                                    | Segona           | 48 de segona                 | No es va transformar mai.                                                                              | Exposat del 2003 al 2015 a Monistrol Vila. Conservat al taller de Ribes Vila.                                                     | Fora de servei.         |
| Bffw 23        | ABffw 15        | 150.534           | Any 1942 al taller del ferrocarril | Segona           | 43 de segona                 | No es va transformar mai.                                                                              | En servei fins al 2012. Cotxe oficialment preservat com a vehicle històric. Està exposat a les vies de l'estació de Ribes Enllaç. | Fora de servei.         |
| Bffw 24        | Bffw 24         | 150.525           |                                    | Segona           | 48 de segona                 | Transformat el 2006 al taller de FGC a Rubí, com a vagó plataforma PM02 pel Cremallera de Montserrat.  | Vagó plataforma PM02 a Montserrat.                                                                                                | Desballestat el 2022.   |
| Bffw 25        | Bffw 25         | 150.526           |                                    | Segona           | 48 de segona                 | Transformat com a vagó plataforma 03 per Tallers Rocafort el 1991.                                     | Vagó plataforma 03. | En servei.              |
| Bffw 26        | Bffw 26         | 150.527           |                                    | Segona           | 48 de segona                 | No es va transformar mai.                                                                              | Desballestat el 1983 pel seu mal estat, i com a donant d'elements a la resta de la sèrie.                                         | Desballestat.           |
| Bffw 27        | Bffw 27         | 150.528           |                                    | Segona           | 43 de segona                 | Transformat per FGC el 2003 com a cotxe taller per al Cremallera de Montserrat.                        | Cotxe taller E27 del Cremallera de Montserrat.                                                                                    | En servei a Montserrat. |
| Bffw 28        | Bffw 28         | 150.529           |                                    | Segona           | 43 de segona                 | Transformat per Tallers Rocafort el 1987 com a furgó pel transport de mercaderies a Núria.             | Vagó furgó 28. | En servei.              |
| Bffw 29        | ABffw 14        | 150.533           | Any 1942 al taller del ferrocarril | Segona           | 43 de segona                 | Transformació com a cotxe taller el 2003.                                                              | Cotxe taller del ferrocarril. | En servei.              |
| Bffw 30        | ABffw 13        | 150.532           | Any 1942 al taller del ferrocarril | Segona           | 43 de segona                 | No es va transformar mai.                                                                              | Desballestat el 1989. | Desballestat.           |
| Aaffw 51       | Aaffw 51        | 151.522           |                                    | Saló             | 18 butaques                  | No es va transformar mai.                                                                              | Cotxe saló per trens especials. Oficialment preservat com a vehicle històric.                                                     | En servei.              |

## Característiques tècniques
Els quinze cotxes d'aquesta sèrie eren idèntics entre si, amb la única diferència de l'interiorisme. Estaven formats per un bastidor i una caixa de perfils i xapa d'acer, de construcció reblonada i soldada molt lleugera. La longitud de la caixa era de 10.400 mm, i de 11.500 mm entre topalls. L'amplada és de 2.500 mm i l'alçada de 3.070 mm. Originalment els cotxes pesaven 8.770 kg i podien soportar una càrrega màxima de 8.000 kg. La velocitat màxima era de 30 km/h, encara que als trams de cremallera aquesta velocitat era inferior.
Exteriorment, a cada costat disposaven de sis grans finestres practicables i dues portes d'accés, d'accionament manual. A les testeres disposaven de dues finestres mes, aquestes fixes, i una porta central de dos fulls, d'obertura manual, per poder passar d'un cotxe al següent. Aquesta possibilitat sempre va estar reservada només al personal ferroviari. L'acoblament entre cotxes era manual
Cada cotxe es recolzava sobre dos petits bogis, de construcció metàl·lica i suspensions primària i secundària per molles helicoïdals. Tenien una separació entre eixos de 1.600 mm, rodes de radis d'un diàmetre de 625 mm, i la distància entre els pivots dels dos bogis era de 6.000 mm. Un dels eixos del bogi costat vall estava equipat amb una roda dentada (sistema Abt) per frenar en els trams amb cremallera. Els bogis pesaven 1.660 kg els del costat muntanya sense roda dentada, i 2.150 els del costat vall amb roda dentada. El fre de servei era d'accionament pneumàtic controlat per la canonada de fre des de la locomotora; accionava una sabata de fre per roda, a més del sistema de fre de cintes sobre la roda dentada de la cremallera. Aquests cotxes també disposaven de fre d'estacionament manual, accionat mitjançant un volant situat a una plataforma d'accés.
La distribució interior variaba en funció de la classe del vehicle. No obstant, tots els seients estaven disposats amb els respatllers coincidents amb els muntants entre les finestres, per tal d'oferir sempre la millor visió als viatgers. A primera classe els seients estaven disposats en 1+2, amb un passadís central, i eren encoixinats; a segona classe la disposició era de 2+2 a banda i banda del passadís central, sent els seients de fusta. Diferent era la disposició interior del cotxe saló A 51, doncs disposa de 18 butaques mòbils, nou a cada banda que, malgrat presentar-se sempre orientades cap a l'interior del vehicle, els viatgers poden moure al seu gust. Cap dels cotxes d'aquesta sèrie no va disposar mai de WC. Cada tipus de cotxes tenia una capacitat de viatgers diferent: 36 seients els de primera, 36 els mixtes (12 de primera i 24 de segona) i 48 els de segona, malgrat que els tres procedents de la transformació dels ABffw 13 a 15 només en tenien 43, donat que incorporaven un petit compartiment furgó.
Als cotxes modernitzats per TEMOINSA als anys vuitanta es van fer les següents actuacions:
- Canvi d'interiorisme, per unificar-lo amb els automotors A5-A7. Es van muntar 40 seients de classe única.
- Reforç dels bastidors, augmentant el seu pes dels 8.770 kg originals a 9.260 kg.
- Canvi del sistema de fre pneumàtic.[17]